# Nako (Himachal Pradesh)
Nako es una villa en el Himalaya al norte de la India, localizada cerca de la frontera indo-china en la región trans-himalaya del distrito Kinnaur en Hinnachal Pradesh. El lago Nako es una característica única que rodea la villa. El Monasterio de Nako, data de 1025 se encuentra en la villa junto con otras estructuras budistas.

## Geografía

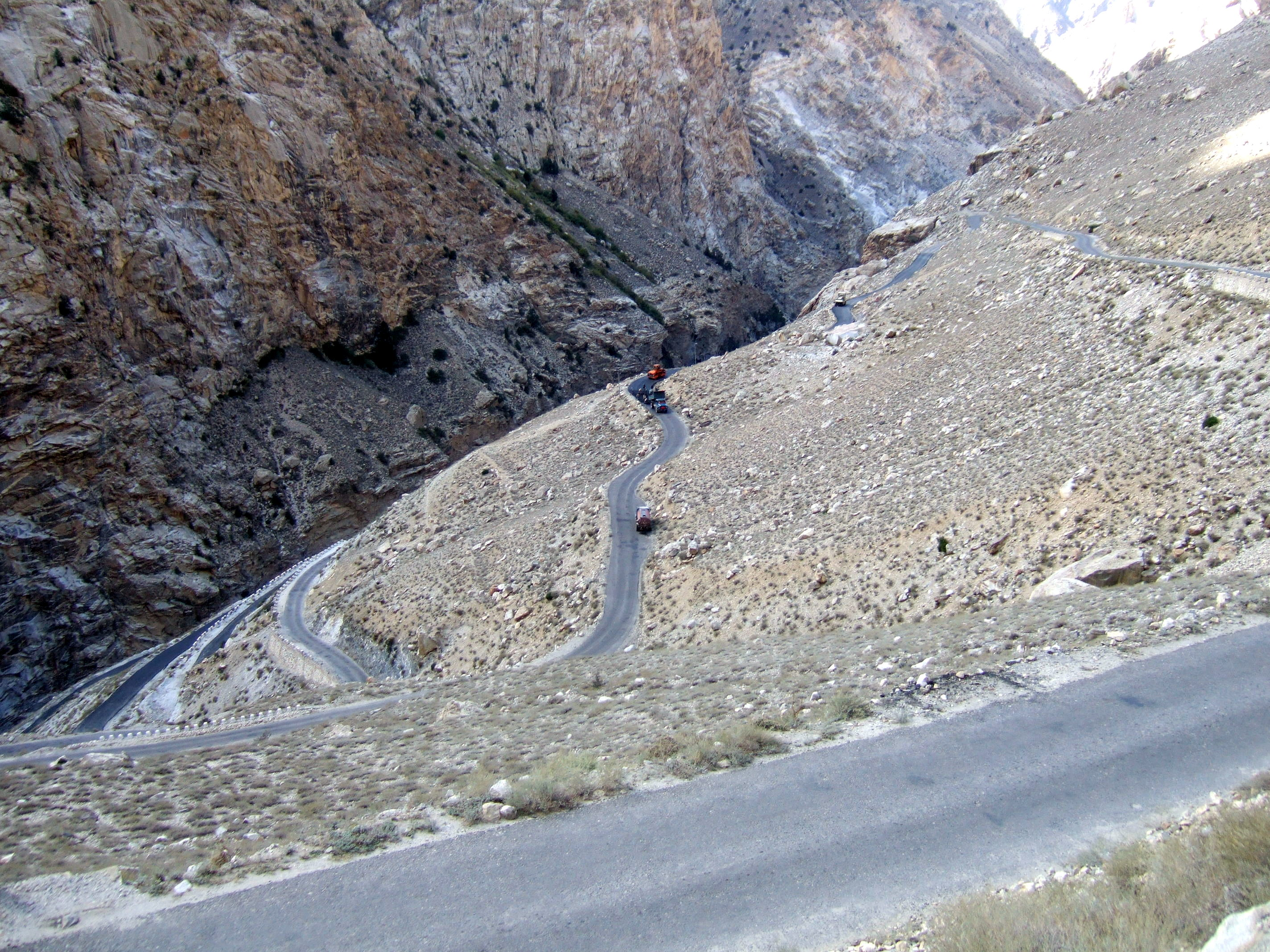
camino y carretera a nako

Nako es la villa más larga en la elevación de 3,625 metros en el valle Hangrang, la villa se encuentra actualmente en una zona más estable cerca del lago Nako. En 2002, la villa tenía una población de 416 y para acceder a ella tenías que entrar por un camino de 7km por la carretera nacional 22, esta se encuentra a 117 kilómetros de Kalpa. El monasterio de Nako y el lago son las características importantes de la villa.La villa es un gran productor de manzanas y duraznos.

## Características Terreno

### Monasterio de Nako

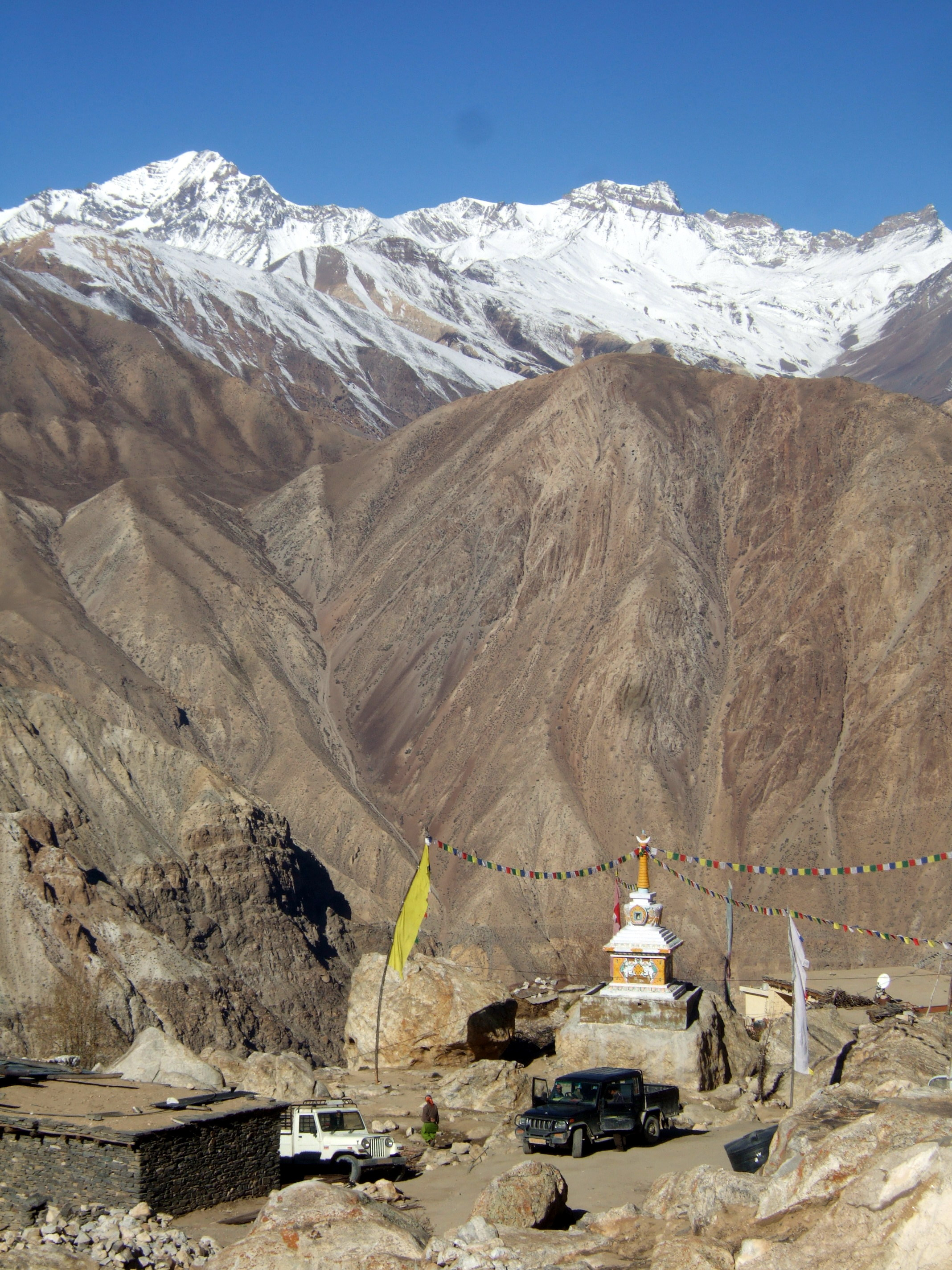
Monasterio de Nako

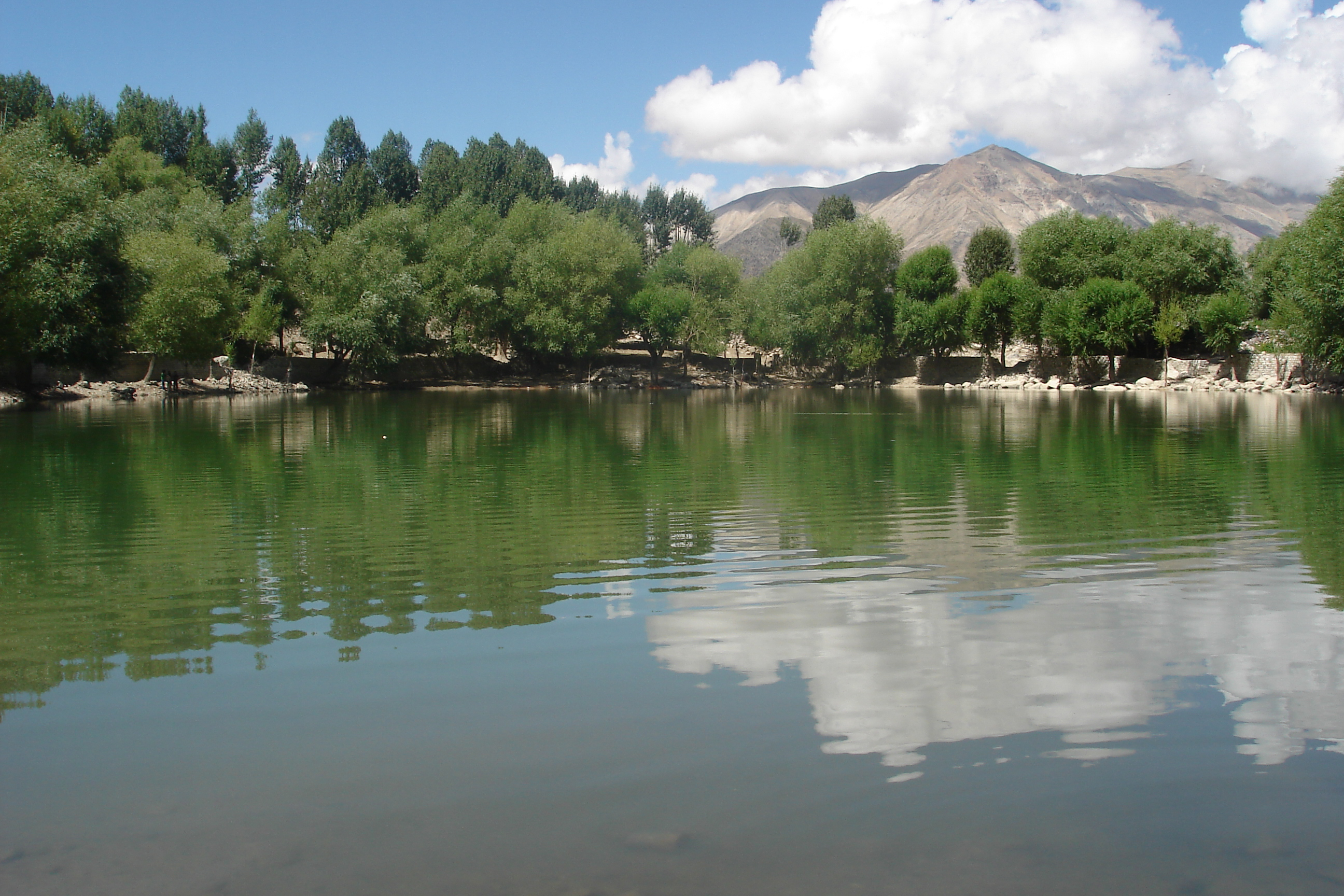
vista del lago 2008

El monasterio de Nako (lenguaje tibetano: Lob-dpon-zhabrjes) data del siglo XI antes de Cristo, orientado hacia el Tíbet, consiste en 4 largas habitaciones o salas donde la más antigua y larga se le conoce como Dukhong. También conocida como “Lotsava jhakang” nombrado así en honor a Rinchen Zangpo que tradujo las escrituras budistas al lenguaje tibetano.
Las paredes del dukhong tienen decoraciones completas del mandala. Al este de dukhong se encuentra otra sala de menor tamaño que posee una escultura de Amarillo Tara también conocido como Grolgster, hecho en estuco, con sus paredes y techos pintados el mandala y en la tercera habitación se encuentra una elegante pintura de Vairochana. Dentro del complejo se encuentra un santuario dedicado a Purgyal, una deidad local que se atribuye al espíritu de la montaña.
En el terremoto de 1975 los edificios se vieron afectados, muchas obras de arte en el monasterio se vieron dañadas o vandalisadas. Durante este terremoto el monasterio y otras estructuras resultaron fuertemente dañadas, durante el invierno de 1998 el monasterio está muy cerca del colapso a causa de todos estos desastres la universidad de Viena lanza un proyecto conjunto la asociación INTACH y con ayuda de la asociación budista de Nako y sus residentes comienzan la restauración del monasterio y otros edificios de Nako.

### Lago de Nako
El lago Nako, es un pequeño lago que se encuentra a 3,636 metros sobre el nivel del mar en el distrito de Kinnaur, se encuentra a 103 kilómetros de distancia del pueblo Reckong Peo.El lago es parte integral de la villa nako, durante el anochecer se pueden ver parvadas de aves sobre el lago. También se encuentra una roca que se cree que tiene la marca del pie de Padmasambhava, se construyó un santuario a su alrededor con una estatua y pinturas de él. En el lago se puede navegar por varios meses en verano pero en invierno este se congela.

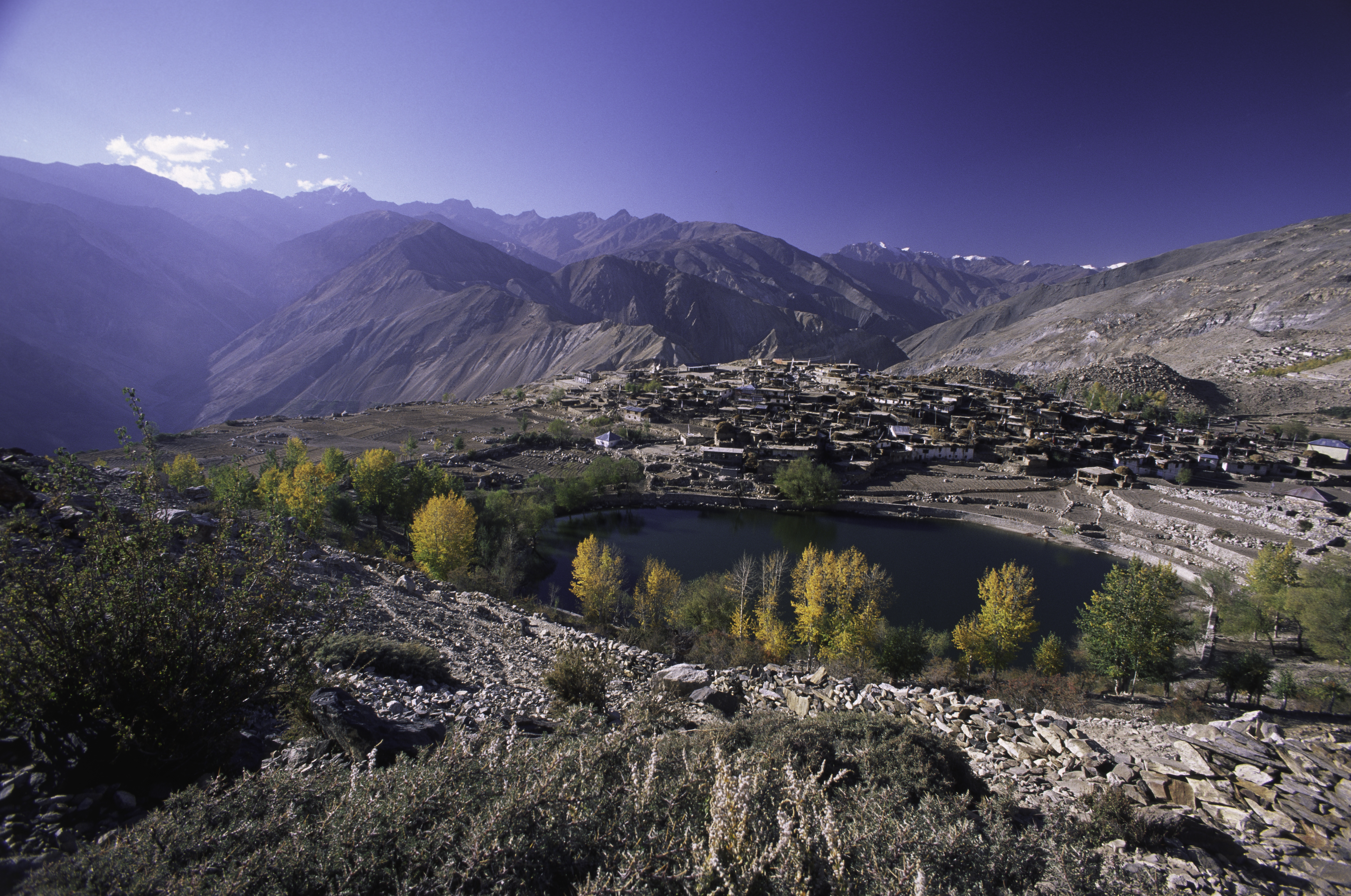
Vista aérea de nako